# Зуев, Михаил Александрович
Михаил Александрович Зуев (1918—1981) — гвардии полковник Советской Армии, участник Великой Отечественной войны, Герой Советского Союза (1944).

## Биография
Родился 18 июня 1918 года на станции Ершово (ныне — Ершовский район Саратовской области). Окончил школу и три курса Саратовского транспортного политехникума. В 1937 году был призван на службу в Рабоче-крестьянскую Красную Армию. Окончил Энгельсское военное авиационное училище.
С начала Великой Отечественной войны — на её фронтах. Принимал участие в боях на Западном, Сталинградском, Южном, 4-м и 1-м Украинском фронтах. Участвовал в битве за Москву, Сталинградской битве, освобождении Украинской ССР, Крыма, Польши, Чехословакии, боях в Германии. За время войны два раза получал ранения.
К началу 1944 года будучи в звании гвардии капитана командовал эскадрильей 73-го гвардейского истребительного авиаполка 6-й гвардейской истребительной авиадивизии 8-й воздушной армии Южного фронта. К тому времени он совершил 335 боевых вылетов, в воздушных боях лично сбил 12 вражеских самолётов.
Указом Президиума Верховного Совета СССР «О присвоении звания Героя Советского Союза офицерскому составу военно-воздушных сил Красной Армии» от 4 февраля 1944 года за «образцовое выполнение боевых заданий командования на фронте борьбы с немецкими захватчиками и проявленные при этом отвагу и геройство» был удостоен высокого звания Героя Советского Союза с вручением ордена Ленина и медали «Золотая Звезда» за номером 1282.
После окончания войны продолжил службу в Советской Армии. В 1958 году в звании полковника он был уволен в запас. Проживал и работал в Киеве. Умер 14 мая 1981 года, похоронен на Байковом кладбище Киева.
Был также награждён четырьмя орденами Красного Знамени, орденами Александра Невского и Красной Звезды, рядом медалей.